# الخارجون عن القانون (لعبة)
الخارجين عن القانون (بالإنجليزية: Outlaws)‏ هd لعبة فيديو من تصويب منظور الشخص الأول من إنتاج شركة لوكاس آرتز وهي واحدة من الالعاب القليلة التي ظهرت في تلك الفترة من منظور الشخص الأول.

## قصة اللعبة
جيمس اندرسون وهو مارشال امريكى متقاعد، ويأتي إلى المنزل بعد رحلة إلى المستودعات العامة ليجد ان قتلت زوجته وابنته سارة، واختطفت اثنين من الخارجين مات المعروفة باسم «الدكتور موت» مايكل جاكسون سام فولتن، في اطار تشغيل خط السكة الحديد من الشر البارون اسمه بوب غراهام. وقد استأجرت غراهام عدة اراد الخارجين على «تنوير» ان الشعب من مقاطعة لبيع ما لديهم ارض له، ليتمكن من تحقيق ايرادات ضخمة على السكك الحديديه. ومع ذلك، فإن نظام المعلومات الإداريه ذهاني وفاة الدكتور غراهام - تفسر معنى «التنوير» ويختطف ابنة جيمس اندرسون. وبعد دفن الموتى زوجة له، المشير المتقاعد تلتقط بندقيته مرة أخرى وجولات من العثور على ابنته. يسافر نحو الغرب القديم، وهو في طريقه من خلال إطلاق النار على كل عضو من أعضاء غراهام استأجرت الخارجين عن القانون.
ومع ذلك، وفي أثناء رحلته، واندرسون مسكون من قبل أحلام من قتل والده وهو طفل، بينما كانا في المخيمات البرية، مهاجم مجهول النار عليه في نومه، لكنه ترك الشاب جيمس على قيد الحياة، مخاطبا اياه «ان تبقى هذه الخوف [الموت] ، والطفل». وبعد استجوابهم المزيد والمزيد من الخارجين على القانون، ويواجه اندرسون للدكتور الموت في قديم الالغام. اندرسون في نهاية المطاف يحصل على انخفاض له، وقال انه يحصل على متشابكه في حبل فوق رمح عميق من الالغام. وفاة الدكتور يقول له ان ابنته هي قديمة مخباه في قرية الهندية المنحدر. وبعد معرفة ان اندرسون لن تسمح له للخروج من الحفرة، وقال انه teases اندرسون عن مقتل زوجته. اندرسون هو صاحب اثار غضب ويضع السيجار في البكرة من الحبل الذي شنق هو، في نهاية المطاف حتى احراق الحبل والمرسله إلى وفاة الدكتور وفاته في الجزء السفلي من العمود.
في قرية الهندية، واندرسون هو في كمين نصبه الرده واثنين من الهنود الريش. بعد هزيمة له، وهما الريش اندرسون يشيد قوة في المعركة، والتعاطف من مرة واحدة لانه كان الطفل ما فقده، ويقول له مكان حقيقي سارة؛ بوب غراهام إلى الحوزة، صخرة كبيرة مربي. اندرسون التفجيرات في طريقه إلى فيلا غراهام، واخيرا يواجه به. بعد حاده والنزاع المسلح، ويعتقد غراهام الميت، ويقع على أرض الواقع، واندرسون reunites مع ابنته. ومع ذلك، بوب غراهام لم يمت، وتركت بلا مبالاه اندرسون وضع بندقيته على الأرض. غراهام الجرحى، والبندقية في وجهه، ويكشف انه كان والد اندرسون للقاتل. كما غراهام على وشك الانتهاء من اندرسون، ومع ذلك، يدير سارة غراهام إلى إطلاق النار مع اندرسون بندقيه. بعد tearful ريونيون، الأب وابنه والركوب إلى الغروب.